# Златна-на-Острове
Златна-на-Острове (словац. Zlatná na Ostrove) — село в окрузі Комарно Нітранського краю Словаччини. Площа села 35,31 км². Станом на 31 грудня 2015 року в селі проживало 2376 жителів.

## Історія
Перші згадки про село датуються 1267 роком.

## Географія
Протікає Комарнянський канал.

## Населення
| Рік:            | 1994. | 2004.   | 2014.   | 2024.   |
| --------------- | ----- | ------- | ------- | ------- |
| Кількість осіб: | 2416  | 2558    | 2390    | 2380    |
| Різниця:        |       | +5,87 % | -6,56 % | -0,41 % |

| Рік:            | 2023. | 2024.   |
| --------------- | ----- | ------- |
| Кількість осіб: | 2418  | 2380    |
| Різниця:        |       | -1,57 % |